# Three World Financial Center
3 World Financial Center – 51-kondygnacyjny wieżowiec biurowy należący do kompleksu World Financial Center znajdujący się w nowojorskiej dzielnicy Lower Manhattan na Manhattanie. Budowa budynku rozpoczęła się w 1983, zaś skończyła się w styczniu 1986. Wieżowiec posiada wysokość 225 m (do dachu) i znajduje się pod adresem 200 Vesey Street. Budynek został najbardziej ze wszystkich wieżowców WFC uszkodzony w zamachach z 11 września i zamknięty na rzecz renowacji do października 2002. Ponadto był bardzo charakterystyczny na zdjęciach, pocztówkach i rysunkach z bliźniaczymi wieżami World Trade Center.